# Tiroteo escolar de Bremen
El tiroteo escolar de Bremen fue un tiroteo escolar que ocurrió el 20 de junio de 1913 en la escuela católica St Mary's (St-Marien-Schule) en Walle, un barrio de Bremen, Alemania. El pistolero, el profesor desempleado de 29 años Heinz Schmidt de Sülze, disparó indiscriminadamente contra estudiantes y profesores, matando a cinco niñas e hiriendo a más de 20 personas antes de ser sometido por el personal de la escuela. Nunca fue juzgado por el crimen y enviado directamente a un manicomio donde murió en 1932.

## Tiroteo
Aproximadamente a las 11:00 a. m., Heinz Schmidt ingresó a la Escuela Católica de St. Mary, con un maletín repleto de seis a diez pistolas (ya sean revólveres o semiautomáticas, según la fuente) y alrededor de 1000 rondas de municiones, que había comprado hace varias semanas antes del tiroteo. Debido a la gran cantidad de rondas, el propietario de la tienda de armas donde Schmidt había comprado su arsenal se puso en contacto con la policía, aunque se consideró que el incidente no era importante y no se investigó más a fondo.
En el pasillo del primer piso, Schmidt se encontró con Marie Pohl, una maestra de la escuela, que salía del aula 8b y, al ver su aspecto agitado, le preguntó sobre sus asuntos en la escuela. Sin respuesta, Schmidt procedió a dispararle, casi sin darle en la cabeza. Mientras la señorita Pohl huía a un salón de clases cercano, Schmidt entró en el salón 8b, que estaba ocupado por 65 niñas, la mayoría de ellas de 6 o 7 años, e inmediatamente comenzó a dispararles. También disparándoles a los niños después de que se escondieran debajo de sus mesas, el hombre armado mató instantáneamente a dos de ellos e hirió a otros 15. Cuando las niñas huyeron del salón de clases, Schmidt las siguió, sin dejar de disparar. Mientras intentaba escapar, una de las niñas cayó por las escaleras, se rompió el cuello y murió.
Luego, el pistolero retrocedió e intentó sin éxito ingresar a otro salón de clases que había sido cerrado con llave por un maestro que se había dado cuenta de lo que había estado sucediendo. Schmidt le disparó al conserje de la escuela, Butz, quien intentó detenerlo, golpeándolo en la cara, antes de subir las escaleras donde fue abordado por el maestro Hubert Möllmann. Cuando Schmidt logró liberarse del agarre de Möllmann, le disparó dos veces al maestro, golpeándolo en el estómago y el hombro, después de lo cual procedió a disparar por una ventana a los niños en el patio de la escuela, hiriendo a cinco niños. Los disparos también hirieron a un techadorque trabajaba en las inmediaciones, quien, con sus compañeros y otras personas alarmadas por el tiroteo, se apresuró a entrar en el edificio de la escuela. Sin embargo, cuando llegaron al primer piso, el pistolero ya había sido sometido por el conserje Butz y un maestro llamado Hartlage. Cuando la policía se llevó a Schmidt, se encontró con una multitud enojada afuera, que lo golpeó e intentó lincharlo, hasta que los policías lograron mantener a raya a la multitud con sus sables.
En total, Schmidt había disparado 35 tiros, tres chicas murieron en el acto, mientras que otras dos sucumbieron más tarde a sus heridas; la última víctima murió a mediados de julio. y 18 niños, así como otras tres personas resultaron heridas.

## Víctimas
Cinco estudiantes habían muerto en el tiroteo, una indirectamente:
- Anna Kubica, 7
- Sophie Gornisiewicz, murió al caer por las escaleras
- Elsa Maria Herrmann, 7
- Elfriede Höger, 5, murió cuatro semanas después del tiroteo[10]
- Maria Anna Rychlik, 8

Más de 30.000 personas asistieron al cortejo fúnebre cuando las niñas fueron llevadas al cementerio. Kaiser Wilhelm, que estaba en el desfile, fue interrumpido durante el mismo. Cuando se enteró del tiroteo, reprogramó el desfile, junto con todos los últimos reyes, los líderes más importantes y los nobles. Estaban entre los 30.000 en el cortejo fúnebre. Después de eso, aprobó leyes de armas más estrictas con el Reichstag.

## Perpetrador
Heinz Jakob Friedrich Ernst Schmidt nació en Sülze el 24 de septiembre de 1883. Trabajó como profesor en una escuela en Stolp hasta mayo de 1912, cuando tuvo que abandonar debido a un colapso mental. Después de una estancia en un sanatorio y de tener que dejar otro trabajo, se fue a Bremen en diciembre del mismo año. Más tarde, la gente lo describió como una persona extraña y tímida.
Según cartas que había escrito, Schmidt sentía fuertes resentimientos contra los jesuitas, llamándolos un peligro para el pueblo y responsabilizándolos por la muerte de su padre, un pastor, que había muerto el día antes del tiroteo. Schmidt fue examinado en el asilo de St Jürgen en Ellen, donde se descubrió que estaba loco. Permaneció allí hasta el 31 de marzo de 1932 cuando murió de tuberculosis.